# Phasmofrontina perarida
Phasmofrontina perarida är en tvåvingeart som beskrevs av Townsend 1931. Phasmofrontina perarida ingår i släktet Phasmofrontina och familjen parasitflugor.
Artens utbredningsområde är Peru. Inga underarter finns listade i Catalogue of Life.